# Michael Roberds
Michael Roberds (Langley, Colúmbia Britânica, 18 de janeiro de 1964  — Langley, Colúmbia Britânica, 15 de maio de 2016) foi uma ator canadense.
No total, Michael tem aproximadamente 30 comerciais e 25 papéis da série. Mais recentemente Michael fez três episódios cada um “Super Dave's All Stars” e de “Police Academy: The Series”.
Também participou de The New Addams Family como Uncle Fester, Da Vinci's City Hall, Commander's Log, Super Dave's All Stars e em  Hot Tub Time Machine.
Morreu em 15 de maio de 2016, aos 52 anos. 